# No More Heroes
No More Heroes (ノーモア・ヒーローズ Nō Moa Hīrōzu?, en español, No Más Héroes) es un videojuego de acción para la consola Wii y para PC. Está dirigido por Goichi Suda (más conocido como Suda 51) desarrollado por Grasshopper Manufacture, y distribuido por Marvelous Entertainment en Japón, Ubisoft y  DC Entertainment  en América del Norte, y Rising Star Games en Europa y Australia. 
El juego no es una secuela ni protosecuela al anterior juego de Suda, Killer7, aunque ambos juegos tienen similitudes estilísticas, pero este usa un motor de juego totalmente diferente. Suda 51 dijo que Killer7 se enfoca más en problemas políticos mientras que No More Heroes lo hace con los sociales, también insistió en que Travis Touchdown no es el mismo de Killer7.
El juego se ha publicado censurado tanto en Europa como en Japón, solamente en el continente americano se ha publicado la versión sin censura. La censura incluye la eliminación total de sangre sustituyéndola por la transformación en ceniza de los enemigos al ser eliminados, tal y como son eliminados los enemigos en Killer7.
Tres años después de su lanzamiento original en Wii, se programó en 2011 una versión para PlayStation 3 y Xbox 360 del mismo título, bajo el nombre No More Heroes: Heroes' Paradise. En América y Europa solo fue distribuida la versión de PlayStation 3 y sin censura de ningún tipo.

## Sistema de juego
Se basa en un estilo de aventura y acción. El modo de juego es básicamente un modo de combinación de botones para armar combos y movimientos especiales con la diferencia de la implementación del Wiimote. Este mando será usado tanto con el botón A como moviéndolo, así fuera la espada láser de verdad, aunque con movimientos muy limitados por parte del Wiimote y el nunchuk se reserva para mover al personaje por la ciudad o por los niveles.

## Historia
No More Heroes cuenta la historia de Travis Touchdown, un marginado social que vive en la ciudad de Santa Destroy, California. Tiene una katana láser que ganó en una subasta por internet siendo miembro de un club. En un momento se da cuenta de que no tiene dinero para pagar sus deudas, por lo que decide ir a ahogar sus penas a un bar donde conoce a una misteriosa chica cuyo nombre es Silvia Christel. Ella le da la oportunidad de cambiar su vida, convirtiéndose en asesino. Primero le da una misión la cual consistía en matar a Helter Skelter. Al hacerlo se mete en el rango 11 de la lista de los mejores asesinos de la sociedad UAA (Asociación de Asesinos Unidos), y deberá enfrentarse a todos si quiere llegar al primer puesto. Cada asesino tiene su propio estilo de lucha, personalidad y arma. Al comienzo del juego, debe matar a Death Metal.

### Personajes
- Travis Touchdown: Es un asesino norteamericano de 27 años que vive en un pequeño motel donde colecciona y presenta interés en artículos de Lucha Libre y figuras anime. Vive acompañado por su gatita "Jeane". Después de ganarse una Katana Láser (Beam Katana), se hizo un asesino a sueldo. Cuando gastó todo su dinero en videojuegos y figuras de acción, aceptó matar a Helter Skelter, quien tenía el puesto 11 dentro del ranking de asesinos. El pasado de Travis se explica conforme el juego se desarrolla. Cuando era joven, sus padres fueron asesinados brutalmente, donde su madre terminó mutilada y su padre tenía un profundo orificio en la cara. Solo hasta casi el final del juego, se explican dichos acontecimientos.

Está basado en Johnny Knoxville, actor conocido por Jackass, pero posee las costumbres de Goichi Suda, creador del juego, tales como el amor a los gatos y a la lucha libre mexicana.
- Sylvia Christel: Es el personaje más relevante en el juego después de Travis, una agente «estadounidense-ucraniana-japonesa». Oficialmente descrita como «misteriosa» y «fría». Ella organiza los encuentros que Travis debe enfrentar con los asesinos, determinando el lugar. Dentro del juego y antes de cada desafío contra el asesino de ranking, Silvia llama a Travis y le da lo que parece ser una conversación donde casi siempre le da falsas oportunidades de ganar y lo insulta respecto a ser un soñador. Terminada la batalla, felicita a Travis y le anuncia el puesto que ganó. Como dato curioso, este personaje está inspirado en Sylvia Kristel, actriz de la película erótica de culto "Emmanuelle". Al final se descubre que Sylvia es una farsante (cuando Travis habla con la madre de Sylvia por teléfono) y que toda la historia de la organización de asesinos en realidad es un plan para que Travis pueda enfrentarse a Jeane (para así vengarse de ella por matar a sus padres) cuando él alcance el puesto Número 1.

- Henry Cooldown: En todo el juego fue un misterioso extraño, pero al final del juego le confiesa a Travis que él es su hermano gemelo y que estaba casado con Silvia, lo cual fue una gran decepción para Travis. Su primera aparición fue cuando logró matar al asesino número 5 con un solo ataque sin presentar dificultad y luego vuelve a aparecer al final del juego para enfrentarnos a él. Es el último jefe del juego, pero solo podemos acceder a su batalla si derrotamos a Jeane con la mejor «espada láser» que hay en el juego, la cual podemos comprar en el laboratorio de Naomi.

Su apellido nunca es revelado en ninguno de los dos juegos pero en la página japonesa fue confirmado.
- Jeane: En la infancia fue la amante de Travis. Al final del juego descubrimos que esta es su media hermana y que ella mató a sus padres, referencia a como Luke Skywalker y Leia Organa eran hermanos en Star Wars. Es la penúltima jefa del juego, cuando ella mata a Dark Star sigilosamente, hay que luchar contra ella. Antes de la batalla contra Travis, ella le cuenta su pasado en el cual hace una referencia al manga Miyuki, su historia no se logra entender porque la velocidad pasa a cámara rápida, ya que, según ella, es una historia muy profunda y complicada. Además de que es tan fuerte que podría retrasar la salida del juego y diciéndole a Travis que él no quiere que se convierta en No More Heroes Forever, referencia a Duke Nukem Forever, juego que fue retrasado infinidad de veces hasta que por fin fue lanzado catorce años después. Cuando Jeane atravesó a Travis, Shinobu (asesina número 8 que Travis dejó con vida) aparece descendiendo y corta el brazo de Jeane, dándole oportunidad a Travis. Jeane, en la desesperación, empieza a suplicarle, Travis dice que al final no hay remedio ya que ella eligió ese camino. Travis la mata desmembrándola con la Katana en 4.

### Asesinos
- Helter Skelter- Puesto 11: Es un fumador albino y aparece vestido en un estilo de vaquero. Es el primer asesino que Travis enfrenta y al cual mata con mucha facilidad. Tanto su nombre como edad y nacionalidad son desconocidos. Solo se llega a conocer como "El Destripador". Sus armas se basan en un arsenal con revólveres dobles, misiles, minipistolas y cuchillas. Fue incapaz de detener a Travis o degollarlo.

Su nombre proviene de la canción de The Beatles del mismo nombre.
Su diseño es una referencia a Sephirot de Final Fantasy VII, así como su hermano Skelter Helter en la secuela es una parodia de Cloud Strife del mismo juego.
En un principio iba a ser uno de los asesinos con los que te enfrentarías pero fue excluido del producto final por motivos desconocidos y su tema de batalla (Steel Python) pasó a ser el tema de batalla del asesino del puesto 9, Dr. Peace, aunque todavía puedes observarlo pelear contra Travis en el tráiler original incluido en la versión americana del juego, y sus dibujos de diseño pueden ser obtenidos para observarlos en el juego.
- Death Metal- Puesto 10: es un inglés de 55 años que vive lejos de Santa Destroy en una mansión, también se le conoce con el nombre de Holy Sword (Espada Sagrada). La mayor parte de su cuerpo (en especial su espalda), está cubierto por tatuajes. Su sable conocido como Orange II (naranja 2), posee una parodia del logo de Apple Inc. Antes de la batalla, Travis presenta envidia hacia él ya que vive en lo que conoce como «El Paraíso». Después de la batalla, Travis le corta los antebrazos que, junto con la Orange II, van a dar al cielo raso y le dice a Travis que El nombre de Holy Sword le pertenece ahora a él y que debe de dominar el camino del asesino. Travis le dice que a él no le importan los títulos y que solo quiere ser el número uno y seguido de eso lo decapita con su Beam Katana.

La compañía que fabricó su espada (la Orange II) se llama Orange Tech, una parodia a la compañía Apple Inc y la Orange II es una parodia de la Apple II, la primera computadora vendida para uso público de Apple Inc.
- Dr. Peace - Puesto 9: Doctor Peace, conocido como Pastel Brankino, es un asesino americano de 50 años que se interpreta como un maestro en las pistolas y revólveres. También es un entusiasta en hacer Karaokes. Antes de la pelea con Travis en el Estadio Destroy, Dr. Peace canta "The virgin child makes wish without feeling nothing" (La niña Virgen que hace deseos sin sentir nada), escrita por Suda 51. Sus armas son dos revólveres gemelos dorados. Se divorció de su esposa y tiene una hija llamada Jennifer, cuya relación no se explica mucho. La organización le dio a Dr Peace una reserva a él junto con su hija en un restaurante antes del duelo contra Travis, aparentemente se usó el dinero que Travis había invertido para el puesto. Dr. Peace muere al ser cortado brutalmente desde el estómago.

Está basado en el actor norteamericano de sangre nativo americana Charles Bronson. 
Frase de inicio: Listen to my song (Escucha mi canción)
- Shinobu- Puesto 8: Scarlet Jacobs, más conocida como Shinobu, es una asesina afrodescendiente de 18 años, la más joven confirmada dentro de la organización de asesinos. Es una estudiante en la Escuela de Santa Destroy. Cuando Travis se le presenta en el salón, Shinobu estudiaba con un pequeño grupo, en lo que parecía ser el receso. Le pide a Travis que le dé un momento y salga del salón. En cuanto Travis hace esto, saca su espada y mata a sus compañeros. Al momento del combate, cuando Travis desenvaina la katana láser, Shinobu agarra un odio muy fuerte contra él ya que cree que fue él quien mató a su padre. Travis le explica que aunque idolatraba mucho a Jacob (padre de Shinobu) nunca hubiera sido capaz de matarlo, ya que nunca llegó a conocerlo en persona. La habilidad de Shinobu se presenta con un katana, donde su técnica especial es "Sonic Sword" (Espada Sónica). Shinobu pierde la batalla al igual que su mano derecha y Travis le perdona la vida y dice que solo matará a gente más fuerte que él, dice esto como excusa para no matarla ya que siente pena y que ella no tiene la culpa de ser lo que es.

Está basada en Afro Samurai
Shinobu, dentro de términos japoneses, significa "paciencia".
Frase de inicio: What's that in your hand, a toy? (¿Qué es eso en tu mano, un juguete?).
- Destroyman- Puesto 7: Jonh Harnet, más conocido como Destroyman, es un asesino de 27 años que también tiene un puesto de cartero. Su nacionalidad es desconocida, aunque parece ser americano. Destroyman es tecnológicamente súper poderoso y su atuendo original parece basado en un juego auto financiado también conocido como Destroyman. Todos los nombres de sus ataques los dice antes de realizarlos, cada ataque empieza con Destroy. Posee el Destroy Punch en el que da un golpe muy fuerte al suelo y lo quiebra; Destroy Beam, que consiste en un par de rayos láseres que posee justo detrás de sus hombros; Destroy Spark, que provoca una descarga eléctrica de corto alcance; y Destroy Canon, que es el ataque más fuerte que posee y es un láser de gran tamaño que sale desde su parte inferior, también es basado en el movimiento Hadouken de Street Fighter. Desde el principio, Destroyman comenzó a "jugar sucio" usando una artimaña contra Travis, casi lo perfora con sus láser. Acto seguido, arguye que además de asesinos también son luchadores y le pide un apretón de manos, en lo que aprovecha para utilizar su descarga eléctrica del brazo y después intentar acabar con Travis con sus armas pero no lo logra. Cuando Destroyman es vencido, aparece pidiendo ayuda a Travis mientras este perfora un agujero en su cuerpo justo por el estómago. Travis retira su Beam Katana del cuerpo de Destroyman y este se aprovecha para intentar matarlo con un par de Metralletas que le salieron de los pezones. Travis termina partiéndolo en dos sin mucha dificultad.

Está basado en el luchador de artes marciales mixtas Josh Barnett.
Frase de inicio: Come and get some (Ven y toma algo)
- Holly Summers- Puesto 6: Holly Summers es una asesina y modelo europea, su edad es desconocida. Presenta ser una asesina de paciencia donde decide que el enemigo debe atacar primero, en parte es algo filosófica en lo que habla y expresa cierto encanto hacia Travis (lo llama "Mi querido 7", refiriéndose al rango que tiene). Físicamente, el atuendo que Holly presenta consiste en un bikini color verde con un cinturón lleno de granadas y una pala que porta en su mano izquierda que utiliza para rellenar agujeros que quedan al descubierto luego de que caes en ellos. Su principal arma es su prótesis mecánica que sustituye a su pierna izquierda dándole una función de lanzacohetes. Después de su derrota, Travis no la mata aunque Holly Summers no lo trata bien por su falta de dignidad para matarla, lo trata de patético y débil. Holly le acaricia al brazo y dice que acepta la derrota viniendo de él y que cuando un asesino pierde, debe morir, quiera o no. Travis se queda asombrado y cierra los ojos por el destino que se puso Holly. En esto, Holly toma una de sus granadas, le quita el seguro y se la pone en la boca. Travis intenta detenerla pero es tarde, la granada explota matándola al instante, quitándole la cabeza y el brazo derecho. Travis se disculpa con ella, no quería avergonzarla y le dice que "Ama su alma".

Silvia alcanza a decir que Holly proviene «de Sw...». Antes de que Travis la interrumpa, podemos deducir que iba a decir Sweden (Suecia), además el sitio oficial japonés confirma que Holly viene de Escandinavia.
Es una referencia a Heather Mills, también modelo europea que también tiene una prótesis de pierna izquierda debido a un accidente.
Frase de inicio: Still just a bud (Aún solo un capullo)
- Letz Shake- Puesto 5: es un asesino proveniente de Singapur y también vocalista de una banda punk. Su verdadero nombre es desconocido. Su arma es El generador de terremotos que anteriormente fue un arma del ejército estadounidense y contiene el cerebro de su inventor, Dr. Shake. Cuando Travis va corriendo a donde Shake, este empieza una secuencia donde el generador empieza a realizar funciones de gran precisión y de cierto modo a activarse de una forma muy avanzada. Cuando el generador estaba a su máxima capacidad y listo para el ataque, tanto el generador como Letz Shake son cortados a la mitad desde la parte de arriba por Henry.

Este es el primer asesino que no muere por Travis. Silvia le confirma que no importa de qué forma sea, siempre y cuando muera, el puesto lo habrá conseguido.
Su visor es en realidad un visor de Virtual Boy, así como sus guantes poseen controles de Virtual Boy también. Los procesadores que Dr. Shake menciona cuando se está preparando para atacar son referencias a los procesadores de la Xbox360 y la Playstation 3.
Frase de inicio: Hahahahahahaha
- Harvey Moiseiwisthc Volodarskii-Puesto 4: es un asesino ruso y también un mago que da grandes espectáculos, su edad es desconocida. Travis y Silvia van como invitados a su espectáculo de magia. Harvey elige a Travis como ayudante durante los trucos de magia y se demuestra que sus padres están muertos. Harvey utiliza dos espadas como principal arma y les da uso de varitas mágicas, entre algunos trucos de magia que incluye termina el cambio de cámara para confusión y ataques fuertes. El truco principal de Harvey es encerrar a Travis en una caja de metal donde si no escapa a tiempo, puede morir inmediatamente. Al final Travis le pega a Harvey con la katana en los ojos, dejándolo completamente ciego, después lo ponen en una tabla de madera, donde lo amarran y es cortado por una sierra de metal gigante.

Está basado en el mago norteamericano Criss Angel.
Su máscara solo cubre la mitad de su cara, una referencia al Fantasma de la Ópera.
Si duras mucho tiempo en un choque de espadas con Harvey, el transformará mágicamente la katana láser de Travis en un bastón mágico con forma de corazón como el de la serie Sailor Moon.
Frase de inicio: Let's see what you're made of, country boy (Veamos de que estas hecho, chico del campo)
- Speed Buster - Puesto 3: Es una asesina de 76 años que vive en la abandonada Speed City, es la asesina de rango que tiene más edad, su verdadero nombre y nacionalidad son desconocidos. Speed Buster es una mujer que ve a los hombres como idiotas, inservibles y brutos. Ella finge tener problemas de oídos para distraer a Travis y alistar su "carrito de compras", en lo que se convierte en una máquina de energía nuclear con un cañón muy largo. Mata a Thunder Ryo (maestro de Travis en el uso de la Katana) en un duelo antes de que Travis llegara. La batalla contra Speed Buster empieza y Travis sale vencedor cuando corta el cañón desde el medio en 2. Antes de morir, Speed Buster cambia totalmente su actitud y dice que Thunder Ryu era un buen hombre y espera que Travis sea igual de bueno que él. Ella le da un beso a Travis diciendo que es un "pequeño regalo". Speed Buster muere decapitada. El arma de Speed Buster se conoce como Buster Launcher, una tecnología muy alta que se presenta en forma de cañón que lanza un rayo de partículas a una distancia muy larga donde todo lo que toca se destruye al instante. El cañón debe esperar cerca de 25 segundos para enfriarse y luego volver a disparar.

Su carrito de compras dice: Please help us control shopping carts (Por favor ayúdanos a controlar los carritos de compras).
Frase de inicio: Fuck you, you little twerp (Púdrete, pequeño engendro)
- BadGirl - Puesto 2: BadGirl es una poderosa asesina de 23 años que vive en las instalaciones del Estadio Destroy, tanto su nombre como nacionalidad son desconocidos, aunque se cree que es Americana. También al parecer es el segundo miembro más joven de la organización. Bebe frecuentemente y viste un estilo Sweet Lolita (salpicado siempre de sangre) que contrasta en todo aspecto con su personalidad, es rubia y hermosa, pero en su rostro solo se refleja locura. Su principal y única arma es un bate de béisbol. BadGirl presenta ser la más sanguinaria, despiadada y demente de toda la lista, es de naturaleza psicótica ya que su principal diversión es matar sin piedad y sádicamente a otras personas. Un ejemplo es cuando la encuentras jugando con una máquina que lanza personas amarradas y vestidas de cuero, donde ella les da un golpe con su bate y los mata al instante, haciéndolos caer en un depósito lleno de restos humanos de sus anteriores víctimas; incluso se ríe, ya que lo considera divertido. Le dice a Travis que para ella matar es como un pasatiempo y que al final todos pagarán con sus miserables vidas por lo que le han hecho (lo cual es desconocido). Travis al escuchar esto tomó un gran desagrado hacia ella, donde le dice que ella no es una verdadera asesina profesional, es solo una loca pervertida. BadGirl dice que Travis no es mejor que ella ya que tiene mejores formas de matar y hacer sufrir. Durante la batalla, BadGirl ciertas veces se tira al suelo a llorar donde algunas solo pueden ser una finta para tirar al suelo a Travis y matarlo con un solo golpe en al cabeza, o puede estar llorando realmente y permitir el ataque (otro ejemplo de su extrema locura), se vuelve mucho más peligrosa cuando a la mitad de la pelea, enciende su bate en llamas.

Muchos consideran que la batalla contra Bad Girl es la más difìcil de todo el juego (incluso más que el jefe final). Esto es porque Bad Girl tiene el ataque más fuerte y que más daño causa de todos los enemigos del juego (cada golpe normal baja 3 puntos del corazón y especiales hasta 8 puntos) y además, el segundo nivel de salud más alto de todos los enemigos y la tercera mayor agilidad.
El nombre de Bad Girl proviene de una de tantas playeras usadas por Travis de Killer7. 
Su refrigerador dice en el frente: Chiller7, referencia al videojuego Killer7, también creado por SUDA51 y desarrollado por Grasshopper Manufacture.
Frase de inicio: You think you`re bad, dont cha? (Crees que eres malo ¿Verdad?)
- Dark Star - Puesto 1: Dark Star es un asesino que vive en una zona muy alejada y fuera de los límites de Santa Destroy en un gran castillo. Su edad, nombre y Nacionalidad son desconocidos. Tiene el primer rango dentro de la sociedad UAA. Su principal arma es una espada de energía que alberga en el casco que usa, por sí mismo, la energía de dicha espada presenta ser uniforme ya que es flexible y sumamente grande, esta parece tener vida propia ya que también presenta la silueta de un gran dragón. Dark Star en sí presenta un tipo de parecido con Darth Vader, tanto el casco como su forma de respirar con este colocado. Dark Star parece conocer mucho sobre el pasado de Travis y le ayuda a este a descubrirlo para ver quién fue el verdadero asesino de sus padres. Aunque también dice ser el padre de él. Dark Star muere a causa de Jeane cuando le atraviesa brutalmente el brazo por la entrepierna desde la espalda. Jeane le explica de inmediato que todo fue mentira.

Está basado en Darth Vader, personaje famoso de la serie de películas Star Wars, e incluso le dice a Travis que él es su padre.
Frase de inicio: Welcome to my castle (Bienvenido a mi castillo)

## Desarrollo
No More Heroes, se llamaba Project Heroes y originalmente iba a ser un juego de Xbox 360 hasta que Yasuhiro Wada propuso el Wii y su control único al director Goichi Suda ("Suda51"). Previamente titulado Heroes., Suda51 dijo que No More Heroes se enfocaría en los problemas sociales.
Un gran número de películas y personajes inspiraron a Suda51 para el diseño de No More Heroes. La estructura de la United Assassins' Association está basada en la del filme El topo que tenía un sistema de ranking parecido. Travis Touchdown está basado en Johnny Knoxville de Jackass. El arma de Travis, la katana láser, se basó en el poder "Schwartz" de' Spaceballs. Otros personajes que fueron de gran influencia fue Scarlett Johansson para Sylvia Christel, Ian Curtis como Henry, el hermano gemelo de Travis, Charles Bronson como el asesino Dr. Peace y Genichiro Tenryu como Thunder Ryu, el mentor de Travis.
La ciudad de Santa Destroy está basada en San Diego, California (sin embargo esto pueda estar equivocado y Suda51 quiso dar a entender que él uso la versión de San Diego que se muestra en Harry el Sucio, que se lleva a cabo en San Francisco, California íntegramente), con el motel No More Heroes inspirado en uno similar que sale en la película Memento. La película japonesa Gozu sentó las bases para la tienda de juegos "Beef Head". Las dos series anime ficticias que aparecen en el juego, «Glastonbury» y «Bizarre Jelly», fueron influenciadas por Space Runaway Ideon y Pretty Cure, respectivamente. Suda también notó que Grasshopper Studios también había hecho juegos basados en series anime como Samurai Champloo: Sidetracked y BLOOD+: One Night Kiss, ambos inspiraron el desarrollo de No More Heroes, considerando los tres como «trilogía de acción y espadas».
En una entrevista Suda buscaba hacer de No More Heroes "tan violento, o más violento que Manhunt 2," un juego que recibió la clasificación AO ESRB en su diseño original. Un tráiler mostrado en marzo del 2007 en la Game Developers Conference aparece Travis Touchdown usando la beam katana para decapitar o cortar sus enemigos por mitad con una abundante cantidad de sangre demarrada. En videos más recientes, mostraban nubes de color negro y objetos parecidos a monedas brotando de los enemigos en vez de sangre Esto más tarde fue explicado que la versión con «nubes negras» sería lanzada en Japón, Mientras que en Norteamérica recibirían el juego con la sangre previamente vista. Más tarde, Suda51 decidió lanzar la versión sin sangre también en Europa.

## Música
La canción "Heavenly Star" de Genki Rockets es usada en varias partes del juego. En las versiones japonesas y PAL, el videoclip del grupo puede ser visto en la televisión de Travis, pero esta fue reemplazada por el tráiler de Heroes en la versión norteamericana (NTSC). En la posterior versión de PlayStation 3 y Xbox 360, este videoclip fue omitido, al parecer, debido a su distribuidora (Konami).
Los tres discos de No More Heroes Original Sound Tracks, contienen 71 pista de todas las composiciones del director de música Masafumi Takada, y fue lanzado el 23 de enero de 2008 en Japón. Un álbum remix titulado No More Heroes Sound Tracks: Dark Side fue lanzado después el 14 de marzo de 2008.

## Recepción
No More Heroes ha recibido varias críticas positivas. El juego recibió 34/40 de Famitsū. GameSpot le dio un Editor's Choice Award, alabando su única historia, sistema de juego, y sentido del humor. X-Play le dio al juego 5/5, citando «excepcional guion, sátira aguda, satisfacción al progresar en el juego, estilo visual único, controles intituivos, y una banda sonora pegajoza y distintiva. Xplay también lo llamó como el mejor juego de third party y el mejor juego de Wii lanzado en el primer semestre de 2008».

## Legado y secuela
Goichi Suda reconoció la idea de hacer una secuela del juego si las ventas fueran aceptables. Desgraciadamente en Japón tuvo un fracaso total, lo cual pudo estar causado por la censura. Sin embargo, las buenas y aceptables ventas en América y en Europa se cumplieron, y superaron las expectativas puestas en él, convirtiéndose en uno de los juegos más vendidos de wii. Suda se pronunció al poco tiempo de la salida en América en enero que estaba satisfecho con las ventas, por lo que se esperaba que la segunda parte de esta gran obra de acción llegase a producirse 
El día 9 de octubre, durante el Tokyo Game Show se confirmó la llegada de esta esperada secuela. Un vídeo fue mostrado durante la conferencia de Marvelous en el que se mostraba al protagonista del anterior juego, Travis Touchdown, con una nueva katana, diferente a cualquiera de las del primer juego, con un nuevo look y vestuario (con una camiseta donde se puede leer: «Travis Strikes Again» (Travis Ataca de Nuevo), situándose en una zona de edificios en la que aparece repetidas veces la bandera de Santa Destroy, aparecida en el motel del juego original. Junto a las banderas se veía en grande la cara de Travis. Después aparece una mujer (podría tratarse de uno de los nuevos oponentes del juego) que saca de su espalda múltiples brazos mecánicos y vuela gracias a lo que parece ser un Jet Pack, entonces Travis se lanza contra ella diciendo la frase: «I´ll be back» (Volveré) parodiando a la serie de películas Terminator siguiendo con la tradición de parodiar iconos culturales famosos como Star Wars y series de animé e inclusive aparece seguido de eso un logotipo que dice: NMH2 (No More Heroes 2) de una manera que parodia a Terminator acompañado de una canción que suena exactamente igual al tema principal de Terminator. El video acaba confirmando el título de "No More Heroes: Desperate Struggle" 
El juego saldrá para principios de enero en el 2010. Esto con el fin de que los productores puedan tener un mejor acabado, comentan que el juego será un poco más serio que el anterior, pero que va a seguir con el tema cómico y la sátira que presentó en su anterior entrega
Lo que podría considerarse más irónico de esta secuela es que al final del primer No more Heroes, después de los créditos, aparece Silvia Christel diciendo: «Qué lástima que no tendremos secuela» seguida por un mensaje que dice: «To Be Continued» (Continuará) parodiando a la película Back to the Future.
El 15 de abril de 2009 se supo que Goichi Suda había terminado el guion de la historia y que todavía se encuentra en fases de desarrollo.
En Europa habrá a la venta dos versiones: con o sin censura

### No More Heroes: Heroes Paradise
En 2011 fue puesto a la venta en Japón una versión en alta definición para PlayStation 3 y Xbox 360 titulado No More Heroes: Heroes' Paradise, aunque solo la versión de PS3 fue distribuida en América y Europa. Se trata del mismo juego, sólo que con gráficos en alta definición, nuevos trajes, compatibilidad con PlayStation Move en el caso de la consola de Sony, la inclusión de los jefes finales de No More Heroes 2: Desperate Struggle en un modo de juego exclusivo y sin censura de ningún tipo.
Otras de las novedades que incluye esta versión es un nuevo modo de dificultad llamado «Muy dulce», en el que todas las chicas (Silvia Christel, Shinobu, Holly Summers y Badgirl) visten trajes muy provocativos y eróticos.
La empresa Konami fue la encargada de distribuir en Occidente en exclusiva la versión de PlayStation 3 y sin censura.

## Curiosidades
- Travis se presume que su nombre proviene de Travis (personaje secundario) del juego de Killer7.

- En el juego hay dos camisetas de los famosos Luchadores mexicanos El Santo y Blue Demon, las camisetas dicen: «Viva Lucha Libre» y «Viva México!» respectivamente.

- Travis tiene una imagen de la Virgen de Guadalupe, figura católica famosa en México, en su mesita de noche a un lado de su cama.

- Pasando la autopista en Santa Destroy puedes llegar a la frontera con México.

- Todos los lugares de Santa Destroy tienen nombres de movimientos de Lucha Libre, ejemplos: Atomic Drop District y Rolling Craddle Station.

- Travis tiene un Nintendo 64 con controles negros en el estante al lado de su nevera.

- Los Tie Riders (los enemigos que aparecen el último nivel) son una parodia de los pilotos de las Tie Fighters de Star Wars así como sus motos también las parodian.

- En el edificio enfrente de Beef Head Videos puedes ver un anuncio que dice: NO ME TOQUES LOS COJONES - GRASSHOOPER, el estilo del anuncio parodia la portada de un álbum del grupo Sex Pistols.

- Travis tiene en su apartamento figuras de R2D2, un Jawa y una nave que parodia al Halcón Milenario de Star Wars, además tiene un póster arriba del sofá que parodia al póster de Star Wars episodio III: La venganza de los Sith, este póster también puede ser visto en Beef Head Videos detrás del mostrador.

- El equipo de béisbol de Santa Destroy se llama The Warriors, parodia de un equipo real.

- El animé ficticio de Pure White Lover Bizarre Jelly es una parodia de varios géneros del animé como el Mecha y el Magic Girl.

- Las bolas de Lovikov dispersas por la ciudad son una parodia de las Dragon Balls de Dragon Ball.

- Los nombres de los poderes que te enseña Lovikov son referencias a los protagonistas de Killer 7.

- Travis tiene una foto de Jeane al lado de su teléfono.

- Thunder Ryu, el maestro de Travis, era uno de los personajes de un juego de lucha de SUDA51 llamado Fire Pro Wrestling.

- Algunas misiones del juego consisten en matar al presidente de Pizza Butt, clara parodia de Pizza Hut.

- Jeane es el nombre de tres personajes distintos en el juego: la gata de Travis, la Asesina Número 1 del juego (jefa final) y la hija de Silvia y Henry.

- La doctora Naomi que te proporciona las armas en el juego puede ser una posible referencia a la doctora Naomi Hunter de la saga «Metal Gear Solid».

- La canción que suena en el gimnasio de Thunder Ryu, está inspirada en el tema Eye of the Tiger de la película Rocky III.

- Hay quienes incluyen a El topo (la película de Alejandro Jodorowsky de 1970) entre las obras en las que Suda se inspiró para crear No More Heroes; en líneas generales, se puede decir que hay cierta correspondencia entre Travis y el Topo, ya que ambos son convencidos por una mujer (Sylvia en el juego, Mara en la película) para que derroten a un grupo de afamados y estrafalarios guerreros (los cuatro Maestros del Revólver en la película y los diez mejores asesinos de la UAA en el juego).